# Stenopteromyia bolivari
Stenopteromyia bolivari is een vliegensoort uit de familie van de Nemestrinidae. De wetenschappelijke naam van de soort is voor het eerst geldig gepubliceerd in 1905 door Strobl.